# Засоби інфрачервоної протидії

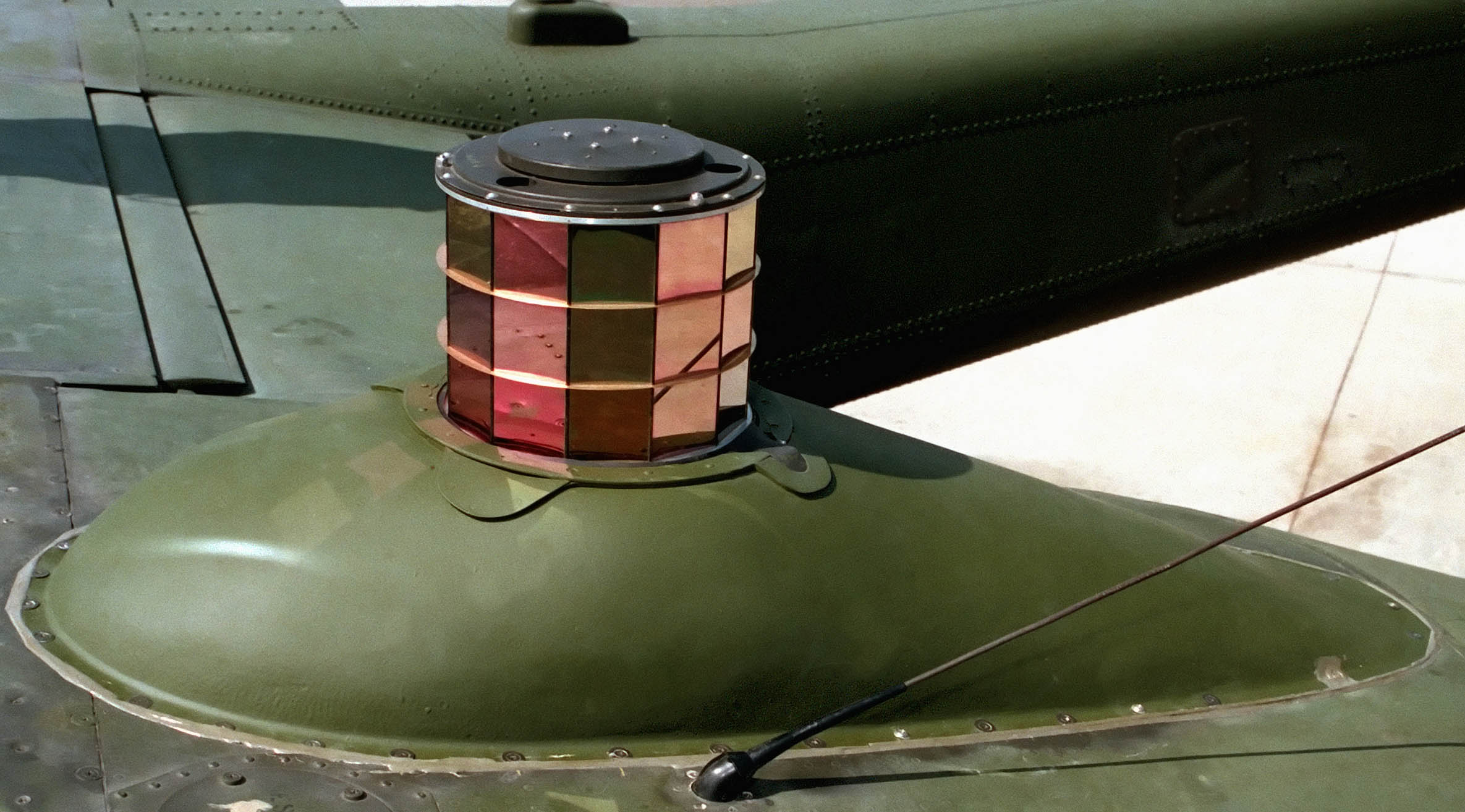
Неспрямований генератор ІЧ-перешкод

Засоби інфрачервоної протидії[уточнити термін] (англ. Infrared countermeasures, IRCM) — системи та засоби, що перешкоджають виявленню цілі в інфрачервоному діапазоні та/або наведенню на неї зброї з тепловими ГСН.
У військовій авіації для протидії ракетам з інфрачервоною головкою самонаведення (як зенітним, так і класу «повітря — повітря») широко використовуються теплові пастки.

## Теплові пастки

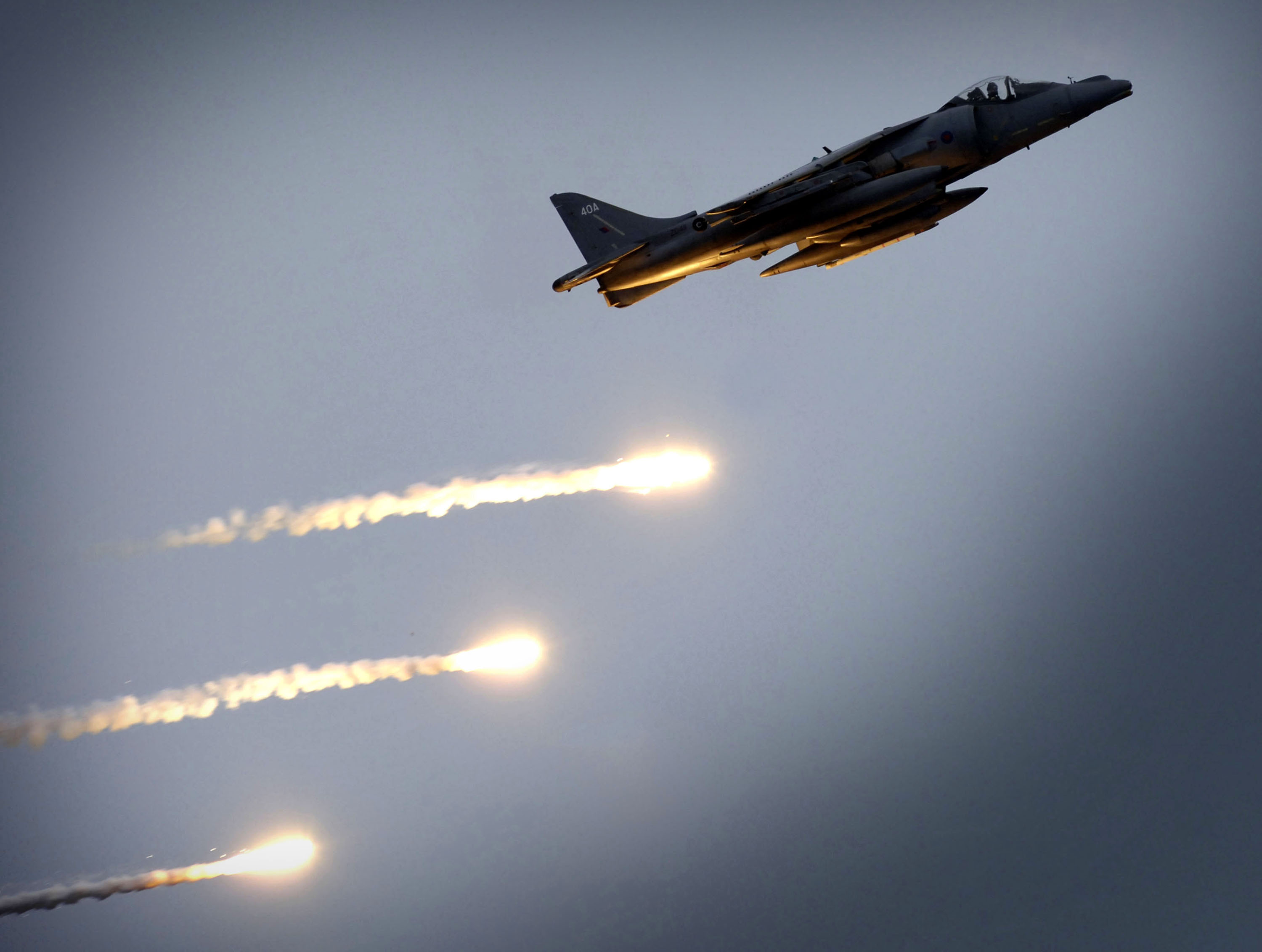
Запуск теплових пасток з Harrier II

Найпоширенішим видом засобів інфрачервоної протидії є теплові пастки (або хибні теплові цілі), що встановлюються на літальних апаратах та військових кораблях. Ці пристрої є високотемпературними хибними цілями, які відвертають ракети з тепловим наведенням на себе.

## Теплові екрани

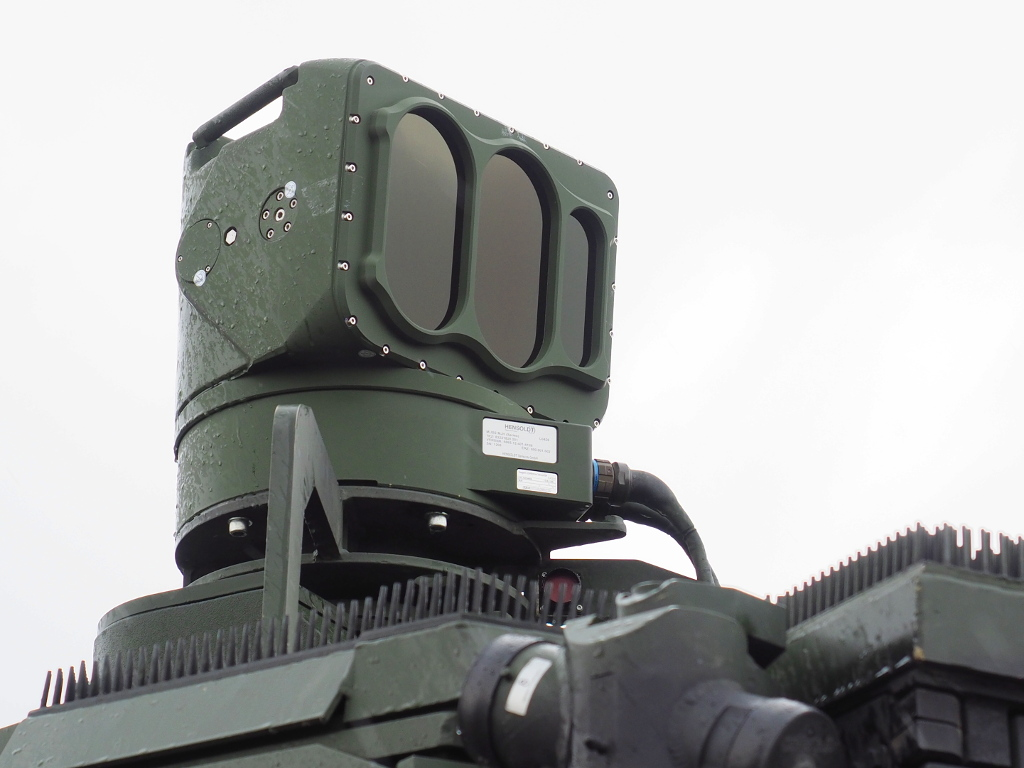
Інфрачервоний придушувач системи MUSS

Подібно до хибних теплових цілей, перешкоди для спостереження або наведення в інфрачервоному діапазоні можуть скласти високотемпературні завіси. Наприклад, димова завіса, що має високу температуру (дим з білого фосфору, наприклад) або містить спеціальні частинки, буде приховувати тепловидільну ціль за нею. Такий дим можуть називати VIRSS (англ. Visual and Infrared Screening Smoke — «дим, що приховує [ціль] в видимому та інфрачервоному діапазоні») або мультиспектральним димом.
Наземні системи активного захисту можуть автоматично розпилювати мультиспектральний дим при виявленні підльоту ракети. Наприклад, цей принцип використовують радянська/російська «Штора-1», українська «Варта», південнокорейська MSSG (на K2 Black Panther) та німецька MUSS. Втім, спрацювання системи залежить від можливостей виявлення  засобу ураження: наприклад, «Штора-1» виявляє лазерне опромінення, і тому неефективна проти Javelin.
Деякі корабельні системи захисту створюють високотемпературні хмари, котрі приховують силует корабля в ІЧ діапазоні. 

## Генератори перешкод

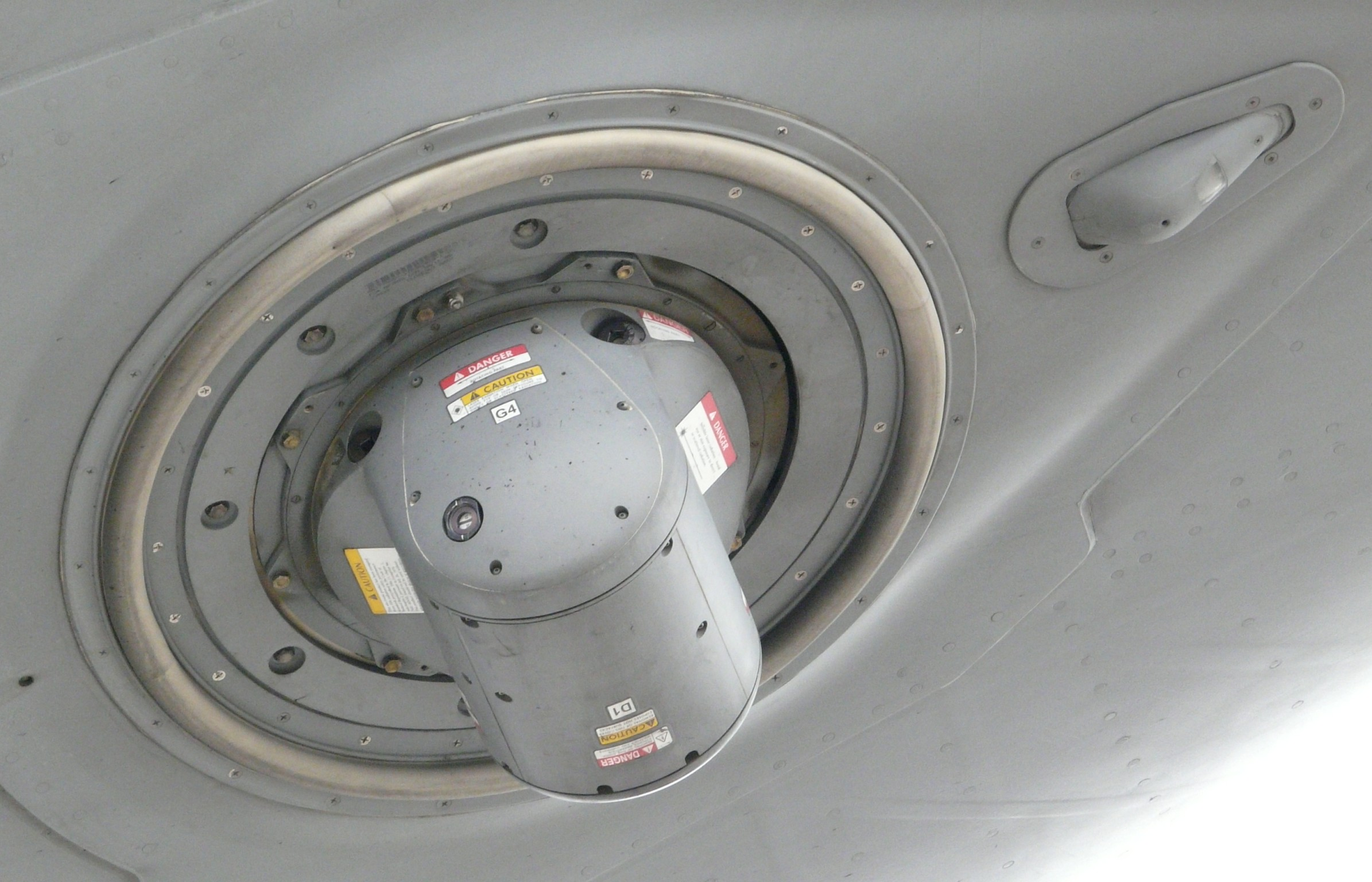
Спрямований лазерний придушувач AN/AAQ-24 на C-17

Основний принцип генераторів інфрачервоних перешкод полягає в тому, щоб придушити теплову головку самонаведення іншими хибними інфрачервоними сигналами. Таким чином, ракета замість теплової сигнатури цілі буде «бачити» перешкоди та не зможе навестись на ціль. На відміну від теплових пасток, що швидко згоряють, генератори перешкод здатні захищати безперервно та більш ефективні проти складних програмованих систем. Перший активний генератор перешкод було випробувано під час Війни у В'єтнамі.
Перші системи були сильними джерелами випромінювання (як дугові лампи абощо), що світили навсібіч та приховували силует літального апарата, засліплюючи ракету (напр. AN/ALQ-144). З появою більш точних алгоритмів наведення з одного боку та більш надійних способів виявлення надхідної загрози з іншого, стало можливим створення засобів спрямованої протидії (DIRCM). Такі засоби використовують лазерний промінь, що світить прямо в детектори ракети та збиває її наведення. Ракети переважно мають дуже невеликий кут огляду, тому збитий з курсу засіб ураження зазвичай не може захопити ціль повторно. Подібні системи знайшли своє застосування в цивільній авіації, як от Northrop Grumman Guardian.

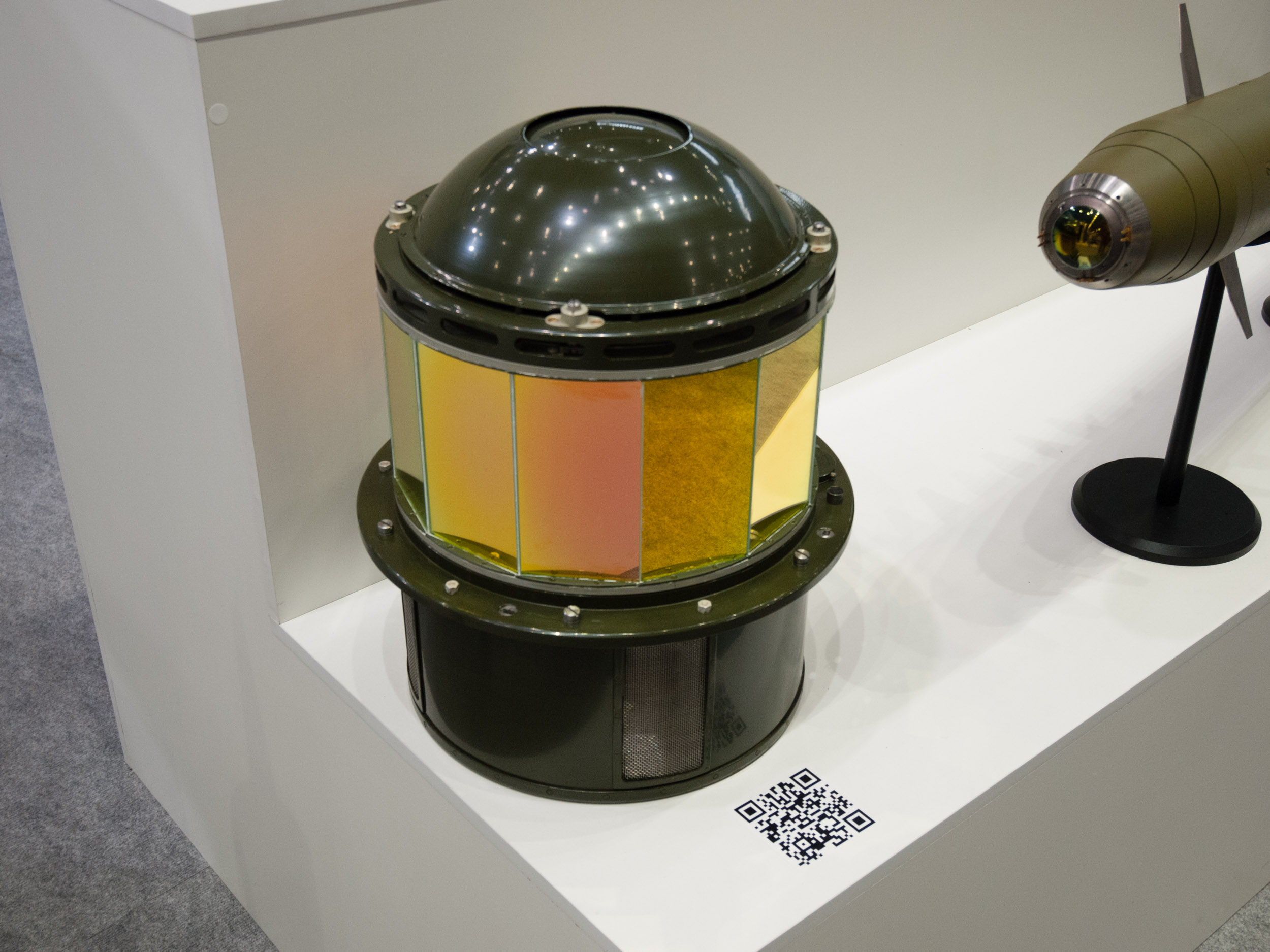
АДРОС, український дослідний генератор перешкод для авіаційної техніки.

Бронетехніка також вразлива до теплових голівок самонаведення, як у Javelin, тому один із варіантів захисту від них — засліплення їх сенсорів. Подібні «засліплювачі» (англ. dazzler) JD-3 встановлено на китайські танки Тип 99, а німецька система MUSS використовується на новітніх БМП Puma.

## Інші засоби
Іншими методами, що знижують для техніки імовірність бути виявленим і ураженим ракетою в інфрачервоному діапазоні, є такі:
- Приховування частин апарата, що мають значне випромінювання, від прямого візуального спостереження. Наприклад, змінення форми вихлопу та встановлення екранно-вихлопних пристроїв. Такі пристрої встановлювались і на українські гелікоптери[5].
- Зміна форми відбивання поверхні: маніпуляції з формою та кутами поверхонь дозволяють мінімізувати кількість випромінювання (зокрема, сонячного), що надійде на сенсори ракети. Зокрема, уникання подвійно вигнутих поверхонь допомагає знизити помітність.
- Покриття поверхонь апарата такими матеріалами, які мінімізують і відбивання, і випромінювання в ІЧ-діапазоні в бік ракети.